# 愚か者 傷だらけの天使
『愚か者 傷だらけの天使』（おろかもの きずだらけのてんし）は、1998年の日本のコメディ・ドラマ映画である。監督を阪本順治が務め、主演を真木蔵人と鈴木一真が務めている。『傷だらけの天使』の前日譚である。

## キャスト
- 真木蔵人 - 石井久
- 鈴木一真 - 桝井勝
- 坂上みき - DJマキ
- 山村美智子 - 育子
- 小林麻子 - カナ子
- 中沢青六 - 責任者
- 二宮さよ子 - 大家
- 大杉漣 - 桝井達雄
- 大楠道代 - 桝井ちか子
- 豊川悦司 - 木田満

## 受賞
- 第72回キネマ旬報ベスト・テン
  - 日本映画 第8位[2]
  - 助演女優賞（大楠道代）[2]
- 第8回日本映画プロフェッショナル大賞
  - 日本映画 第5位[3]
  - 助演男優賞（鈴木一真）[3]
- 第20回ヨコハマ映画祭
  - 日本映画 第4位[4]
  - 主演男優賞（真木蔵人）[5]
  - 助演男優賞（大杉漣）[5]